# Jean-Antonin-Léon Bassot
Jean-Antonin-Léon Bassot (Renève, 6 de abril de 1841 – Paris, 17 de janeiro de 1917) foi um general, geógrafo e astrônomo francês. Foi diretor do Observatório de Nice, de 1904 a 1917.
Está sepultado no Cemitério do Père-Lachaise.